# Liste d'œuvres de Cimabue
Liste d'œuvres de Cimabue (1240-1302) peintre italien de la pré-Renaissance. 
| N° | Image | Titre                                               | Année          | Technique                              | Dimensions     | Lieu                                                      | Ville    |
| -- | ----- | --------------------------------------------------- | -------------- | -------------------------------------- | -------------- | --------------------------------------------------------- | -------- |
| 1  |       | Crucifix d'Arezzo                                   | 1268 et 1271   | Détrempe sur bois                      | 336 x 267 cm   | Basilique San Domenico                                    | Arezzo   |
| 2  |       | Maestà di Santa Maria dei Servi (attr.)             | 1270-1300      | Détrempe sur bois                      | 218 x 118 cm   | Basilique Santa Maria dei Servi                           | Bologne  |
| 3  |       | Maestà du Louvre                                    | 1275-1300      | Détrempe et fond d'or sur bois         | 427 x 280 cm   | Musée du Louvre                                           | Paris    |
| 4  |       | Maestà d'Assise                                     | 1278-1280      | Fresque                                | 320 x 340 cm   | Basilique inférieure de saint François                    | Assise   |
| 5  |       | Voûte des quatre évangéliste                        | 1278-1280      | Fresque                                | -              | Église supérieure de la basilique Saint-François d'Assise | Assise   |
| 6  |       | Christ apocalyptique                                | 1278/1280      | Fresque                                | L.3m           | Basilique saint François d'Assise                         | Assise   |
| 7  |       | Vision de saint Jean de Patmos                      | 1278/1280      | Fresque                                | L.3m           | Basilique saint François d'Assise                         | Assise   |
| 8  |       | Dormitio                                            | 1278/1282      | Fresque                                | L.320cm        | Basilique saint François d'Assise                         | Assise   |
| 9  |       | Mort de Marie                                       | 1278/1280      | Fresque                                | L.320cm        | Basilique saint François d'Assise                         | Assise   |
| 10 |       | Assomption de Marie                                 | 1278/1280      | Fresque                                | L.320cm        | Basilique saint François d'Assise                         | Assise   |
| 11 |       | Christ et Marie en Gloire                           | 1278/1280      | Fresque                                | L.320cm        | Basilique saint François d'Assise                         | Assise   |
| 12 |       | Pierre guérit un boiteux                            | 1278/1280      | Fresque                                | L.3m           | Basilique saint François d'Assise                         | Assise   |
| 13 |       | miracle de saint Pierre                             | 1278/1280      | Fresque                                | L.3m           | Basilique saint François d'Assise                         | Assise   |
| 14 |       | Crucifiement de saint Pierre                        | 1278/1280      | Fresque                                | L.3m           | Basilique saint François d'Assise                         | Assise   |
| 15 |       | martyr de saint Paul                                | 1278/1280      | Fresque                                | L.3m           | Basilique saint François d'Assise                         | Assise   |
| 16 |       | Chute de Simon le magicien                          | 1278/1280      | Fresque                                | L.3m           | Basilique saint François d'Assise                         | Assise   |
| 17 |       | Vision du Trône                                     | 1278/1280      | Fresque                                | L.3m           | Basilique saint François d'Assise                         | Assise   |
| 18 |       | La Dérision du Christ                               | vers 1280      | peinture à l'œuf et fond d'or sur bois | 25,8 x 20,3 cm | Musée du Louvre                                           | Paris    |
| 19 |       | Vierge à l'Enfant trônant et entourée de deux anges | vers 1280-1290 | peinture à l'œuf et fond d'or sur bois | 25,7 x 20,5 cm | Musée du Louvre                                           | Paris    |
| 20 |       | La Flagellation du Christ                           | vers 1280-1290 | peinture à l'œuf et fond d'or sur bois | 24,7 x 20,3 cm | Musée du Louvre                                           | Paris    |
| 21 |       | Crucifix de Santa Croce                             | 1287-1288      | Détrempe sur bois                      | 448 x 390 cm   | musée de l'Œuvre de Santa Croce                           | Florence |
| 22 |       | Maestà di Santa Trinita                             | 1290-1300      | Détrempe sur bois                      | 385 x 223 cm   | Musée des Offices                                         | Florence |